# 漂流 (小説)
『漂流』（ひょうりゅう）は、吉村昭の長編小説。

## 概説
1975年（昭和50年）2月26日から11月15日まで『サンケイ新聞』で連載され、加筆訂正の後、1976年（昭和51年）に新潮社から単行本が刊行された。
天明年間に船の難破で伊豆諸島の鳥島へ漂着し、12年に及ぶ無人島生活の後に故郷へ帰還した土佐の船乗り・長平の史実を基にした物語である。
「序」において、江戸時代の漂流者と比較する形でアナタハン事件（吉村は事件の当事者の一人から話を聞いている）や、横井庄一・小野田寛郎ら残留日本兵について触れている。
1981年に同名で映画化されている。

## 書誌情報
- 漂流（新潮社、1976年） ISBN 978-4103242123
- 漂流（新潮文庫、1980年11月） ISBN 978-4101117089

## 映画
1981年6月6日に公開された。製作は東京映画。配給は東宝。カラー、ビスタビジョンサイズ。上映時間は151分。

### キャスト
- 長平：北大路欣也
- 源右衛門：坂上二郎
- 音吉：高橋長英
- 甚兵衛：水島涼太
- 儀三郎：岸田森
- 伊平次：渡瀬恒彦
- 忠八：桐原史雄
- 久七：小川隆一
- 重次郎：樋浦勉
- 由浩：酒井昭
- 清蔵：宮坂正則
- お絹：鷹巣豊子
- 長平の母：三田佳子
- 惣助：草野大悟
- 年配の水主：井上博一
- 得造：山本廉
- お栄：野口ふみえ
- 長平（幼少期）：青山鉄兵

### スタッフ
- 監督：森谷司郎
- 製作：大木舜二、内山甲子郎
- 原作：吉村昭
- 脚本：廣澤栄、森谷司郎
- 音楽：COSMOS
- 撮影：岡崎宏三
- 美術：栗原信雄
- 録音：高場豊
- 照明：山田昌和
- 編集：池田美千子
- チーフ助監督：鈴木一男
- スチール：蒔田研一
- 主題歌：大友裕子『漂流』 （作詞：谷山浩子、作曲：土居慶子、補作曲：谷山浩子、編曲：大島ミチル 東芝EMI）